# Binh Thuy Air Base
La Binh Thuy Air Base, conosciuta anche come Can Tho Air Base e Trà Nóc Air Base, era una base aerea realizzata a 7 km (4,34 miglia) a nordovest della città di Cần Thơ, nel delta del Mekong. La base venne utilizzata dall'USAF, dalla U.S. Navy e dall'aviazione della Repubblica del Vietnam durante la guerra del Vietnam e dall'aviazione del Vietnam dopo il conflitto.

## Costruzione
Fin dal 1962 alcune unità dell'USAF avevano fornito supporto alle operazioni dell'aviazione della Repubblica del Vietnam del Sud dalla base di Cần Thơ.
Durante la metà del 1963 il Military Assistance Command, Vietnam (MACV) propose la costruzione di una pista di 1.800 m di lunghezza (6.000 piedi) a Cần Thơ, per sostituire la pista da 910 m (3.000 piedi) del campo di aviazione di Sóc Trang. La pista di questa base non poteva essere utilizzata di notte o con cattive condizioni meteorologiche. Per il progetto furono stanziati 4,5 milioni di dollari dell'epoca e venne previsto un periodo di due anni per realizzare l'opera.
Nel gennaio del 1964 il United States Pacific Command approvò il progetto e iniziarono i lavori per la costruzione del nuovo aeroporto. la zona selezionata era composta da una bassa area paludosa adiacente al fiume Bassac. I Seabees dragarono il fiume per 22 ore in modo da ottenere il materiale di riporto necessario per riempire l'area. La qualità del terreno utilizzato era però bassa e quando la realizzazione del progetto venne passato all'appaltatore RMK-BRJ si decise, per livellare il terreno, di portare 519.897 metri cubi (680.000 iarde cubiche) di sabbia da altre parti del paese. Su questo terreno venne realizzata sia la pista di decollo con rivestimento in asfalto, che le vie di raccordo e gli edifici del comando.

## Utilizzo da parte dell'USAF
La prima unità dell'USAF ad essere assegnata a questa base, l'8 maggio 1965, fu il 22nd Tactical Air Support Squadron che era dotato di 30 O-1 Bird Dod
Nel giugno dello stesso anno sulla base iniziarono le operazioni delle cannoniere volanti AC-47 Spooky del 4th Air Command Squadron.
Il 15 settembre del 1965 per fornire supporto alle operazioni di volo sulla base vennero dislocati due HH-43F  del Detachment 10 del 38th Aerospace Rescue & Recovery Squadron.
Il 20 febbraio e l'8 giugno del 1966 i Viet Cong attaccarono la base con dei mortai. Entrambi gli attacchi furono respinti impiegando dalle cannoniere volanti AC-47.
Il 14 ottobre del 1967 venne attivato il 14th Air Commando Squadron sulla base aerea di Nha Trang. Di conseguenza le cannoniere volanti della Squadriglia (Flight) E vennero sostituite da cinque AC-47 della Squadriglia D sempre del 4th Air Commando Squadron.
Durante l'Offensiva del Têt i Viet Cong attaccarono la base con razzi e mortai. Il 13 febbraio venne lanciato anche un attacco di terra che venne respinto dalla USAF Security Police. Non ci furono perdite tra le truppe statunitensi e sudvietnamite.
Il 26 giugno del 1969 tutti gli AC-47 del 3rd Special Operation Squadron, cha aveva assorbito tutti i mezzi del 14th Air Commando Squadron furono spostati sulla base aerea di Nha Trang per essere consegnati all'Aviazione sudvietnamita.
Il 20 dicembre del 1969 venne soppresso il Detachment 10 del 38th Aerospace Rescue & Recovery Squadron.
Il 15 gennaio del 1970 il 22nd Tactical Air Support Squadron si trasferì sulla base aerea di Biên Hòa.
Nel febbraio del 1970, come parte del processo di vietnamizzazione, l'USAF iniziò il trasferimento del controllo della base alla 4ª Divisione Aerea dell'Aviazione del Sud Vietnam. Il passaggio di consegne venne completato alla fine dell'anno.

## Utilizzo da parte dell'U.S. Navy
Il 25 settembre del 1967 venne attivato il Detachment 7 dello squadrone HA(L)-3 Seawolves che vi rimase fino allo scioglimento dello squadrone avvenuto nel marzo del 1972.
Il 19 aprile del 1969 iniziò ad operare da questa base il Light Attack Squadron 4 (VAL-4). Questo squadrone doveva fornire supporto alle attività che la Mobile Riverine Force svolgeva nel delta del Mekong con missione quali pattugliamenti, ricognizioni, scorta aerea, osservazione per l'artiglieria e decolli su allarme. Il VAL-4 condusse la sua ultima missione il 31 marzo del 1972 e venne sciolto il 10 aprile del 1972.
Il giorno seguente la base aerea della U.S. Navy di Binh Thuy venne consegnata alla Marina della Repubblica del Vietnam.

## Attività dell'Aviazione della Repubblica del Vietnam
Nell'ottobre del 1964 sulla base venne formato il 520º squadrone da caccia della aviazione della Repubblica del Vietnam. Lo squadrone era dotato di velivoli Douglas A-1H. A causa dei ritardi nella costruzione della base però fu solo nel dicembre dello stesso anno che iniziarono ad essere schierati giornalmente i primi cinque velivoli provenienti dalla base di Biên Hòa.
Il 7 maggio del 1967 in un attacco andarono perduti quattro caccia A-1H e due elicotteri UH-34.
A partire dal 1969, con l'inizio del trasferimento delle cannoniere volanti AC-47 all'Aviazione della Repubblica del Vietnam, iniziarono ad essere mantenute in allerta sulla base sei AC-47 dell'817º squadrone da combattimento.

## Caduta del Vietnam del Sud - 1975
La base di Binh Thuy era la base più a Sud dell'Aviazione della repubblica del Vietnam e rimase operativo fino alla conclusione del conflitto. La mattina del 30 aprile 1975 da questa base venne effettuato l'ultimo attacco aereo conosciuto della guerra che portò alla distruzione di due carri armati T-54 della 10ª Divisione dell'Esercito Popolare del Vietnam che stava tentando di attaccare la base aerea di Tan Son Nhut.

## Incidenti avvenuti
Agli inizi del 1967 un AC-47 del 4th Air Commando Squadron precipitò durante l'atterraggio andando completamente distrutto.